# Salome Mulugeta
Salome Mulugeta es una cineasta, actriz y periodista etíope-estadounidense, educada en Inglaterra. Es conocida por su primer largometraje, Woven, y por ganar el premio Audience Narrative Award en la categoría película dirigida por mujeres de color en el Festival Internacional de Cine de la Diáspora Africana en Nueva York. Mulugeta y Nagwa Ibrahim codirigieron Woven, estrenada en el Festival de Cine de Los Ángeles.

## Biografía
Mulugeta nació en Addis Abeba, Etiopía. Asistió a un internado femenino en Bedford, Inglaterra, antes de estudiar radiodifusión y periodismo en MidAmerica Nazarene University en Olathe, Kansas. Trabajó en una estación de televisión local en Kansas antes de mudarse a Los Ángeles, donde coescribió Woven con el actor Ryan Spahn. Después de conocer a Nagwa Ibrahim, codirigieron y produjeron Woven juntos. La película, en la que también actuó, debutó en el Festival de Cine de la Diáspora Africana de 2017 en Nueva York, y se proyectó en su estreno mundial en el Festival de Cine de Los Ángeles 2016.

## Filmografía
- Woven (2018)
- A Lit Light Bulb (2018)
- Marz (2016)
- He’s Way More Famous Than You (2013)
- Baby of the Family (2002)